# Marcgravi
El marcgravi (en alemany Markgraf, de Mark, 'frontera', 'marca', i Graf, 'comte') és el nom donat al títol germànic equivalent al de marquès. A l'imperi Carolingi i al Sacre Imperi Romanogermànic, era el títol donat als funcionaris o als comtes encarregats de comandar les tropes i d'administrar justícia en una marca o província fronterera. L'esposa d'un marcgravi s'anomenava marcgravina (en alemany Markgräfin).
Un marcgravi tenia, originalment, funcions de governador militar d'una marca carolíngia (per exemple, la Marca Hispànica), una província limítrofa durant l'edat mitjana. Els marcgravis tenien jurisdicció sobre una marca, que era anomenada marcgraviat o marquesat. A mesura que les províncies limítrofes adquirien importància, es feien més grans que les interiors, i els marcgravis aconseguien més poder sobre els altres governants del regne. Jeràrquicament eren inferiors als ducs, però els marcgravis arribaren a ésser gairebé tan poderosos com ells i a gaudir d'una situació de semiindependència respecte a l'emperador quan el marcgraviat esdevingué hereditari.
Els emperadors saxons crearen nous marcgraviats (Marca Danesa, Mísnia, Lusàcia o Marca Oriental, Marca Oriental Bavaresa, Aquilea, Verona, Carniola i Estíria). Els marcgravis de Lusàcia, Moràvia i Namiar esdevingueren prínceps del Sacre Imperi, i els de Brandenburg i Mísnia assoliren més tard el títol d'electors. Els prínceps de Baden portaren el títol marcgravial pel fet que havien estat marcgravis de Verona. Al segle xix no restava cap marcgravi, car tots havien assolit dignitats superiors (gran duc, elector o rei); des del 1918, però, els caps de les cases gran ducal de Baden i reial de Saxònia adoptaren com a títol d'incògnit el de marcgravi de Baden i de Mísnia, respectivament.